# Пекка Туомісто
Пекка Туомісто (фін. Pekka Tuomisto; народився 29 грудня 1960 у м. Оулу, Фінляндія) — фінський хокеїст, правий нападник. Член Зали слави фінського хокею (2000).
Вихованець хокейної школи «Кярпят» (Оулу). Виступав за «Кярпят» (Оулу), ГІФК (Гельсінкі). 
У складі національної збірної Фінляндії провів 138 матчів; учасник зимових Олімпійських ігор 1988 і 1992, учасник чемпіонатів світу 1991 і 1992. У складі молодіжної збірної Фінляндії учасник чемпіонату світу 1980. 
Срібний призер зимових Олімпійських ігор 1988. Срібний призер чемпіонату світу (1992). Чемпіон Фінляндії (1981), срібний призер (1987), бронзовий призер (1984, 1985, 1986, 1988, 1992).